# Jamato-kor
Jamato-kor (大和時代 Jamato-dzsídái) a japán történelemben az az időszak, amikor a japán császári udvar uralkodott a Nara prefektúrán, amely később Jamato tartományként vált ismertté.
Hagyományosan ezt a kort 250-710 közötti időszakra helyezik, magába foglalva a Kofun-kort (250-583) és az Aszuka-kort (538-710), ám a tényleges Jamato-kori uralkodás kezdete vitatott. A Jamato udvar fennhatóságát vitatták a Kofun-kor alatt a Japán különböző területein lévő államigazgatási központok. Legalább annyi bizonyos, hogy a Jamato klán jelentős előnnyel rendelkezett a szomszédos klánokkal szemben a 6. században. Ekkor kerül a főváros áthelyezése Aszukába, és ez az az időszak, amely kettéválasztja a Kofun-kort az Aszuka-kortól. Ugyanakkor a Kofun-kor egy régészeti időszak, amíg az Aszuka-kor egy történelmi korszak. Ezért sokan azt gondolják, hogy ez egy régi megosztottság és, hogy ennek a fogalma nem népszerű Japánban.
A 7. század elején, Sótoku herceg korában egy új alkotmányt fogadtak el Japánban, amely kínai mintára épült. Pekcse bukása után (i.e. 660) a Jamato kormány követeket küldött közvetlenül a kínai udvarba, ahonnan filozófiai és társadalmi tudásanyagot hoztak magukkal. A kormányzás mikéntje és az etika átvétele mellett elfogadták a kínai naptárat, valamint számos vallási gyakorlatot, beleértve a konfucianizmust és a taoizmust (japánul: onmjo).

## A Jamato-kor társadalmi háttere és kultúrája

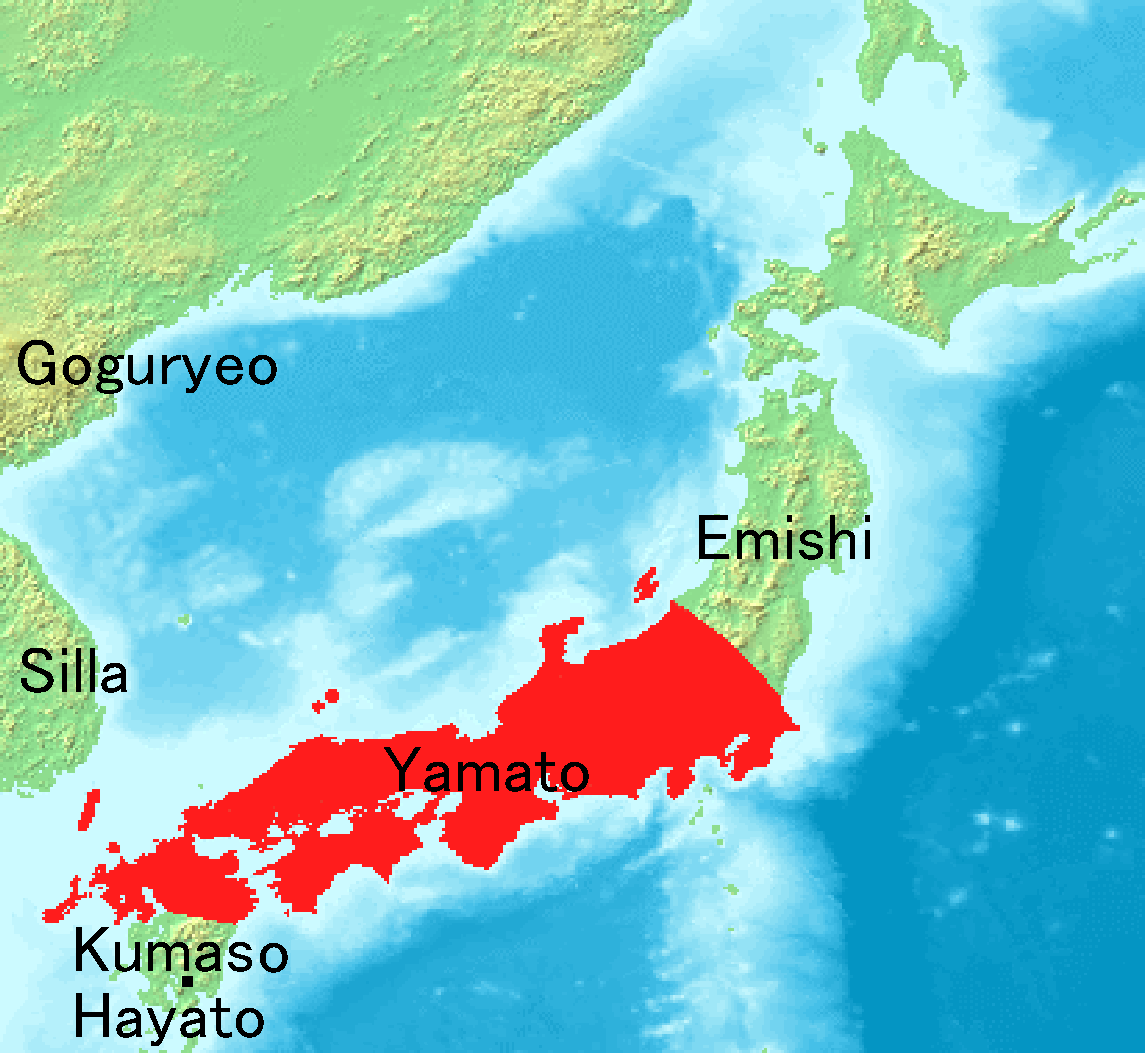
Jamato a 7. században

Évezredekkel korábban a Japán szigetvilágot a dzsómon-kori emberek lakták. Az évszázadok kezdete előtt a Jamato-kor elemeit az északkelet-ázsiai és a kínai civilizációjából vették át az első migrációs hullámok során. A Kodzsiki szerint a legrégebbi feljegyzés Japánról egy Amenohiboko nevű koreai bevándorlóhoz kötődik, Silla hercegéhez, aki Japánba ment, hogy szolgálja a japán császárt és onnantól kezdve Tadzima tartományában élt. Az ő leszármazottja vélhetően Tadzsimamori. Régészeti bizonyítékok utalnak arra, hogy szoros kapcsolat volt Kína, Korea és Japán között, ez a kapcsolat az újkőkorban kezdődött és egészen a Kofun-korig fennmaradt.
A rizstermesztésre és a politikailag fragmentált Jajoi kultúrára egy új átalakult japán kultúra lett jellemző, amely inkább centralizáltabb, patriarchálisabb és militarizáltabb, mint az eddigiek. Ez a Kofun-korban válik meghatározóvá és végül ennek eredményeként dőlt meg a Jamato társadalom.
Ekkora terjednek el a proto-japán nyelvek a Rjúkjú szigeteken, mint például Okinaván. A rjúkjú nyelv és a japán valószínűleg eltértek ebben az időszakban.

## A Kofun-kor
A Kofun-kor történelmi korszak Japánban 250-538 körül. A kofun szó japánul sírhalmot jelent, ebből származik a korszak elnevezése. A Kofun-kor alatt a kínai kultúra továbbra is hatással volt a szigetvilágra a migrációs hullámok és a kereskedelem révén. Régészeti bizonyítékok utalnak arra, hogy az anyaország és Japán kapcsolatban állt egymással ebben az időszakban. A legtöbb tudós úgy gondolja, hogy tömeges technológiai és kulturális átvétel volt Kínán és Koreán keresztül Japánba. Ezt bizonyítják a mindkét államban talált sírokban elhelyezett leletek.
A régészeti leletek és a kínai források, mint a Dalok könyve azt mutatják, hogy a különböző törzsek és fejedelemségek a japán szigetvilágban nem kezdtek el összeállni egy központosított közösséggé egészen 300-ig (a Kofun-korig), amikor hatalmas sírok kezdenek megjelenni, pedig ekkor még nem volt kapcsolat a Wa-k és Kína között. Néhányan ezt a „titokzatos századot” párhuzamba hozzák a hadviselés időszakával, amikor helyi monarchiák versenyeztek a Kjúsú és Honsú feletti fennhatóságért.
Japánban a Kofun-korban pozitívan vették a kínai kultúrák bevezetését. Többféle árut szállítottak az országba, legfontosabb kínai kereskedelmi cikk a könyv volt. A kínai filozófiát is bevezették már ebben az időszakban, amely nagy hatással volt a japán történelemre. Díszített bronztükröket (shinju-kyo) importáltak Kínából, vasat pedig a Koreai-félszigettől vásárolt, egészen a 6. század második feléig.
Ebben az időszakban Pekcse kapott katonai támogatást Japántól. Szamguk szagi szerint, Aszin Pekcse királya elküldte fiát a szigetországba 397-ben, majd később 402-ben Szilszeong Silla királya is elküldte fiát, hogy ők is katonai támogatásban részesüljenek.

### Kofun-kori sírok

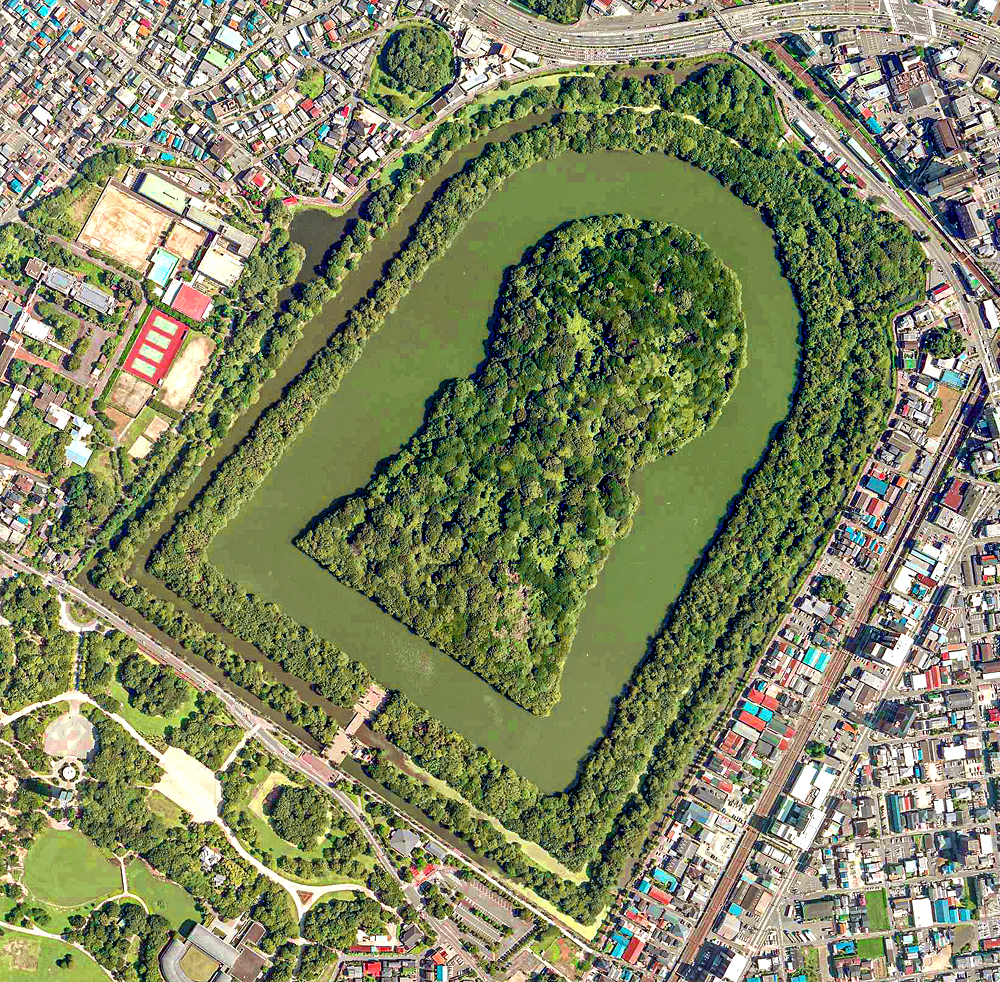
Kofun kori sír 5. század.

A kofunok (古墳, "régi sír" ) hatalmas méretű sírhalmok voltak, amelyeket a vagyonosabb osztályból származó embereknek vagy uralkodóknak építettek a 3. és 7. század között. A Kofun-kor ezekről a sírhalmokról kapta a nevét. A halmokban több sírkamra is található, majd a temetkezési szertartás után az egész sírt leföldelték. Uralkodóknál jellemző volt még, hogy vizes árkokkal is körbevették. A Kofun-korra jellemző volt, az egyszerű kerek vagy szögletes formák alkalmazása. A legérdekesebb forma a kulcslyuk (前方後円墳 zenpó koen) volt. Sok kofun eredetileg egy domb volt, amelyet sírrá alakítottak ki és ezeknek a mérte 400 méternél is hosszabb volt. A legnagyobb méretű sír az Ódzin (応神天皇 Ōdzin Tennō) és Nintoku (仁徳天皇 Nintoku Tennō) császár sírhalma. Később ezeket a sírokat nem csak uralkodóknak és az eliteknek építették, hanem a köznép is ezt a temetkezési módszert vette át. Ezeket a sírokat meg tudták különböztetni, az alapján, hogy a sírkamra ajtaja függőleges (縦穴 táte-ana) vagy vízszintes (横穴 joko-ana) volt.

### Bevándorlók Japánban
A Kofun-kor idején Kína nagy hatással volt Japánra. A kínai és koreai bevándorlók fontos szerepet játszottak ebben. Általuk kerültek be egyes kínai elemek a japán kultúrába. A Liu Sung dinasztia 425 és 478 között a Kínával való diplomáciai kapcsolat révén szerzett fontos tengeri ismeretek és a Koreai-félszigeten lévő Pekcse királyság által jutott jelentős hatalomhoz.
A legfontosabb történelmi személyek, mind bevándorlók voltak Kelet-Ázsiából. A Jamato udvar hivatalosan 815-ben adta ki a Sinszen Sódzsirokut, amely, 1182 klán nevét tartalmazza kínai területekről, és közöttük felsorol olyan népeket is mint Silla, Pekcse és Kogurjo. A feljegyzés szerint 174 olyan klán van, akinek a gyökere Kínához kapcsolódik, 120 klán a Koreai-félszigethez, 48 klán Kogurjóhoz, 17 klán Sillához és végül 9 klán, amely Kajához.

### Kofun-kori társadalom

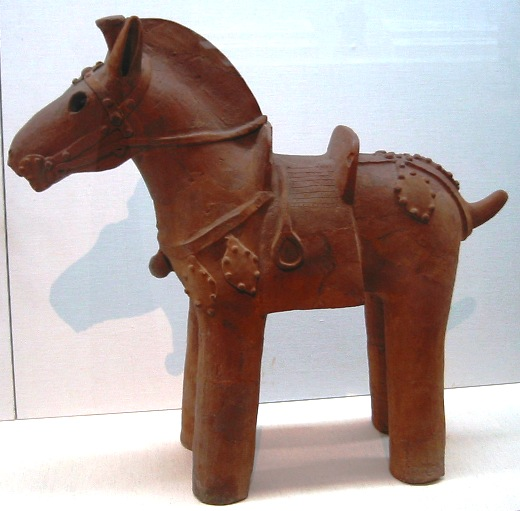
Lószobor a 6. századból

A Kofun-kor egy kritikus időszak volt Japán fejlődése és államosítása szempontjából. Ez a társadalom volt a legfejlettebb a Kanszai Régióban és beltenger legkeletibb részén. Japán uralkodók időről petíciókat nyújtottak be a kínai bíróságra, királyi címük megerősítésére. A Jamato alkotmány, amely a késői 5. századra alakult ki, különböző klánok, vagy nagycsaládok, és azok hozzátartozói által volt megkülönböztetve. Minden klán élén egy pátriárka állt, aki elvégezte a szent rítusokat, ezzel biztosítva a klán hosszú távú jó életét. A klán arisztokrata, illetve királyi vonalból származó tagjai irányították a Jamato udvart. A japán kultúrában gyakran nevezik a Kofun-kort Jamatonak, mivel ez a császári dinasztia vette át a vezetést a Kofun-kor végére.

## Aszuka-kor
Az Aszuka-kor 583-tól 710-ig tartó időszak. A buddhizmus elterjedése nagy változást hozott a japán társadalomban, és a Jamato kormányban.  A Jamato kormány sokat változott az Asuka-kor alatt, amely elnevezését az Aszuka régióról kapta. Nara déli oldalán számos ideiglenes császári főváros jött létre. Az Aszuka-kor ismert a jelentős művészi, társadalmi és politikai átalakulásairól, amelyek már a késő Kofun időszakban megkezdődtek.
Legfontosabb stílusa a Tori stílus. Ezt a stílust egy híres szobrász Kuratcukuri Tori, majd később unokája, Síba Tatto használja és vezeti be először. A japán Tori stílust Kínában vei stílusként ismerik. A történelem során, az Aszuka és a Nara –kor művészete hasonlóvá válik a korabeli Kína és Korea művészetéhez. Egyik példa erre, a Tori Bussí Saka hármasa, amely jól tükrözi a hatodik századi Kína stílusát.

### A buddhizmus megjelenése
Sótoku herceg feljegyzései és a Gango-dzsi rekord alapján, a Mahajana Buddhizmust (大乗仏教 Daijō Bukkyō), hivatalosan 552-ben mutatták be a Jamato udvarban, azonban a mindenki által ismert buddhizmus csak 538-ban került bevezetésre. 
Kezdetben igen lassan ment a buddhizmus felvétele. A Nihonsoki feljegyzések alapján, amikor Kimmei császár tárgyalt az új idegen vallás elfogadásról, Soga no Iname kifejezte támogatását, vele ellentétben Mononobe no Okosi és Nakatomi no Kamako (később Fudzsivara klánként válik ismertté), nem. Elutasításuk nem vallási alapú volt, hanem inkább a nacionalizmus iránti ellenérzésükből és az idegengyűlöletből fakadt.
Később az Aszuka-korban, a császári családoknak és az eliteknek épült kofun sírok használata megszűnt, mert az új buddhista hit nagyobb hangsúlyt fektet az emberi élet múlandóságára. A külső régiókban élő elitek és a közemberek, tovább használják a kofunokat egészen a 7. század végéig. A leegyszerűsített kofun sírokat tovább használják az elkövetkező időszakokban.
A buddhizmus majd csak  Monobe no Morija, a Shigasi csatában elszenvedett veresége után, kezd el terjedni, 587-ben. Amikor a Mononobe klánt legyőzték, Szuiko császárné nyíltan bátorította az embereket az új vallás befogadására. 607-ben annak érdekében, hogy megszerezzék a Szútra másolatait, egy császári szövetségest küldtek a Kínában lévő Szui-dinasztiához.

## A Jamato állam
A Jamato bíróság, az Aszuka régióban helyezkedik el. Hatalmat gyakorol a Kjúsú és Honsú klán felett, és ajándékozhat címeket a klánok vezetőinek. A Jamato név egész Japán szinonimájává vált, mivel ebben az időszakban a jamato uralkodók elnyomták a többi klánt, és megszerezték a mezőgazdasági földeket. Kínai mintának megfelelően kialakítottak, egy központilag irányított közigazgatást és egy császári udvart, amit az alárendelt vezérek látogattak, de nem alakítottak ki állandó fővárost. A 7. század közepére a mezőgazdasági területek lényegesen nagyobb területekké nőtte ki magát, amely a központi politika birtokában voltak. Az alapvető közigazgatási rendszer, a Gokisicsido rendszer volt , aminek a megyék irányítása illetve a társadalom foglalkoztatási csoportokba való rendezése volt a legfőbb célja. A legtöbb ember farmer volt, mások horgászok, takácsok, fazekasok, kézművesek, kovácsok és vallási szakemberek.

## Események
- 583. Pekcse királyság elküldi követeit a japán császárhoz, hogy vezessék be a buddhizmust.
- 593. Sótoku herceg, a Szóga klán vezére uralja Japánt és támogatja a buddhizmus elterjedését.
- 600. Sótoku herceg elküldi az első missziós csoportot Kínába.
- 604. Sótoku herceg kiállít egy kínai stílusú alkotmányt (Kenpo Jusicsijo), konfuciánus elvek alapján.
- 605. Sótoku herceg kijelenti, hogy a buddhizmus és a konfucianizmus államvallás Japánban.
- 607. Sótoku herceg megépítteti a Hórjúdzsi buddhista templomot.
- 645. Sótoku herceg megerősíti a császári hatalmat az arisztokrata klánok segítségével (Taika-reform).